# Carles Gil
Carles Gil de Pareja Vicent (* 22. November 1992 in Valencia), kurz Carles Gil, ist ein spanischer Fußballspieler. Der Stürmer steht bei New England Revolution unter Vertrag.

## Karriere

### Verein
Carles Gil rückte 2010 beim FC Valencia von der Jugend in den Kader der zweiten Mannschaft auf. Zur Saison 2012/13 wurde er für zwei Jahre an den damaligen Zweitligisten FC Elche verliehen. Am 19. August 2012 kam er im Heimspiel gegen die SD Ponferradina zu seinem ersten Einsatz und erzielte mit dem Tor zum 4:2-Endstand in der 64. Minute auch gleich sein erstes Tor. Zu Saisonende konnte er mit der Mannschaft die Meisterschaft und somit den Aufstieg in die Primera División feiern.
Zur Saison 2014/15 kehrte er zum FC Valencia zurück. Nach acht Einsätzen, in denen Gil ein Tor erzielte, wechselte er am 13. Januar 2015 in die Premier League zu Aston Villa. Gil unterschrieb einen Vertrag bis zum 30. Juni 2019. Nach der Spielzeit 2015/16 stieg er mit dem Verein in die Football League Championship ab. Zur Saison 2016/17 wurde Gil für zwei Jahre an Deportivo La Coruña verliehen und anschließend fest verpflichtet. Im Januar 2019 wechselte er zu New England Revolution in die Major League Soccer.

### Nationalmannschaft
Am 9. September 2013 kam Gil beim 4:0-Sieg gegen Albanien zu einem Einsatz für die spanische U21-Nationalmannschaft, als er in der 69. Minute für Álvaro Morata eingewechselt wurde.

## Erfolge
FC Elche
- Aufstieg in die Primera División als Meister der Segunda División: 2013